# Dosaiguas
Dosaiguas o Dos Aiguas (oficialmente en catalán Duesaigües) es un municipio español de la comarca catalana del Bajo Campo, en la provincia de Tarragona. Según datos de 2021, su población era de 234 habitantes y tenía una densidad de 17,2 hab/km².

## Geografía
Integrado en la comarca de Bajo Campo, se sitúa a 33 kilómetros de Tarragona. El término municipal está atravesado por la carretera nacional N-420, entre los pK 852 y 855 (entre Coll de la Teixeta y Coll Negre), y por carreteras locales que permiten la comunicación con Riudecañas y Argentera. 
El collado de la Teixeta (546 metros), en el límite con Pradell, y en la cabecera de la riera que separa de la cuenca del río de Cortiella, se abre la sierra de la Argentera o de Pradell, que enmarca por el oeste el municipio. El relieve, en general bastante abrupto, es también rodeado en la parte suroriental por el contrafuerte que, después de Puig Cerver, culmina en Puig Marí (655 metros), máxima elevación del término, al límite con Riudecols. Es drenado por los barrancos de cabecera de la riera de Riudecanyes (barrancos de los Masos, del Coix y de los Hortells, entre otros), que recibe en el sur del pueblo la aportación por la derecha del barranco de la Argentera. Siguiendo el curso de las aguas se llega al próximo pantano de Riudecanyes. La altitud oscila entre los 655 metros al noreste (Puig Marí) y los 230 metros en el embalse de Riudecañas, en el extremo suroriental. El pueblo se alza a 268 metros sobre el nivel del mar. 
| Noroeste: Pradell   | Norte: Alforja y Riudecols | Nordeste: Riudecols |
| Oeste: Pradell      |                            | Este: Riudecañas    |
| Suroeste: Argentera | Sur: Riudecañas            | Sureste: Riudecañas |

## Historia
El municipio formó parte de las posesiones del monasterio de San Miguel de Escornalbou desde su fundación, y por tanto de su baronía y de la iglesia. En 1345 se le concedió al pueblo permiso para que construyeran su propia iglesia, ya que hasta entonces tenían que trasladarse hasta Argentera.
El arzobispo Pere de Urrea se reunió en este pueblo con el conde de Prades en 1462. El objetivo de la reunión era reclutar voluntarios que lucharan en favor del rey Juan II de Aragón durante la Guerra de los Remensas. En 1505 diversos masos fueron cedidos a Pere Tarragonès para que fomentara la repoblación. El municipio formó parte de la Comuna del Campo hasta 1563.
En 1810 el municipio fue saqueado por las tropas napoleónicas.

## Geografía humana

### Demografía
Cuenta con una población de 222 habitantes (INE 2024).
| Gráfica de evolución demográfica de Duesaigües entre 1842 y 2021 |
| |
| Población de derecho según los censos de población del INE Población de hecho según los censos de población del INEEn estos censos se denominaba Dosaiguas: 1842, 1857, 1860, 1877, 1887, 1897, 1900, 1910, 1920, 1930, 1940, 1950, 1960, 1970 y 1981 |

| 1497 | 1515 | 1553 | 1717 | 1787 | 1857 | 1877 | 1887 | 1900 |
| ---- | ---- | ---- | ---- | ---- | ---- | ---- | ---- | ---- |
| 14   | 16   | 21   | 128  | 306  | 439  | 453  | 713  | 428  |

| 1910 | 1920 | 1930 | 1940 | 1950 | 1960 | 1970 | 1981 | 1990 |
| ---- | ---- | ---- | ---- | ---- | ---- | ---- | ---- | ---- |
| 403  | 360  | 387  | 363  | 329  | 280  | 244  | 199  | 208  |

| 1992 | 1994 | 1996 | 1998 | 2000 | 2002 | 2004 | 2006 | — |
| ---- | ---- | ---- | ---- | ---- | ---- | ---- | ---- | - |
| 216  | 219  | 210  | 214  | 199  | 202  | 191  | 211  | — |

### Economía
La principal actividad económica es la agricultura de secano. Destaca el cultivo de avellanos, seguidos de viñas y olivos. Dispone de cooperativa agrícola desde 1955.

## Cultura
La iglesia parroquial está dedicada a Santa María. Fue construida en 1752 y carece de especial interés arquitectónico.
En 1893 se construyeron dos puentes, de catorce arcos uno y nueve el otro, que permitían salvar sendos barrancos. El puente conocido como viaducte del Masos está considerado elemento del patrimonio industrial catalán.
La fiesta mayor tiene lugar el 15 de agosto. La última semana del mes de mayo está dedicada a las personas mayores.